# 伊東市立伊東図書館
伊東市立伊東図書館（いとうしりついとうとしょかん）は、静岡県伊東市にある公共図書館。

## 歴史

### 小学校時代（1915年-1951年）
1915年（大正4年）11月、大正天皇の即位を記念して伊東町の伊東尋常高等小学校（後の伊東市立西小学校、現在の伊東市立伊東小学校）に町立図書館が開設されたのが始まりである。大正記念町立伊東図書館という名称だった。なお、この時期には全国各地に大正天皇の即位を記念した公私立図書館が設立されており、1915年（大正4年）の静岡県においては伊東町のほかに三島町（現在の三島市）と熱海町（現在の熱海市）でも即位を記念した図書館が開館している。
1917年（大正6年）には小室村にも村立図書館が開設された。1928年（昭和3年）には伊東町立図書館に巡回文庫が導入された。
戦後の1946年（昭和21年）には静岡県立葵文庫内にCIE読書室が設置され、1948年（昭和23年）には伊東町立図書館にもCIE図書が分配された。1947年（昭和22年）8月10日には伊東町と小室村が合併して伊東市が発足し、1948年（昭和23年）11月17日に伊東市立図書館となった。

### 桜木町時代（1951年-1980年）
1950年（昭和25年）4月には図書館法が制定され、新館の建設を求める声が強まったことから、原平十郎が専任館長に任命されて開館準備が行われた。原館長は県立高校の校長などを務めた人物であり、静岡県における市立図書館協議会の設立などにも尽力している。1951年（昭和26年）11月に静岡県図書館協会が再発足した際には副会長に就任している。
1951年（昭和26年）11月には桜木町に木造2階建の建物が竣工し、12月8日の開館式には国立国会図書館長の金森徳次郎による記念講演会が催された。1958年（昭和33年）時点の蔵書数は約1万3,600冊だった。同年時点ではすでに開架式を採用しており、「よそではみられない洗練された方式」だったとされる。
同年9月に伊豆半島などを襲った狩野川台風では、建物が床上70センチメートルの浸水被害を受けた。書架の2段目まで浸水し、約2,500冊の蔵書が被害を受けた。なお、当時の『図書館雑誌』には原館長の話として「約6,000冊が水浸し」と記されている。原館長などの図書館員宅も罹災したことで、図書館2階などに避難居住を余儀なくされた。
1966年（昭和41年）11月、伊東市立図書館は伊東郷土研究会を組織した。1978年（昭和53年）、大原3丁目の物見ヶ丘公園に分館として大原児童図書館が開館した。

### 生涯学習センター中央会館時代（1980年-）

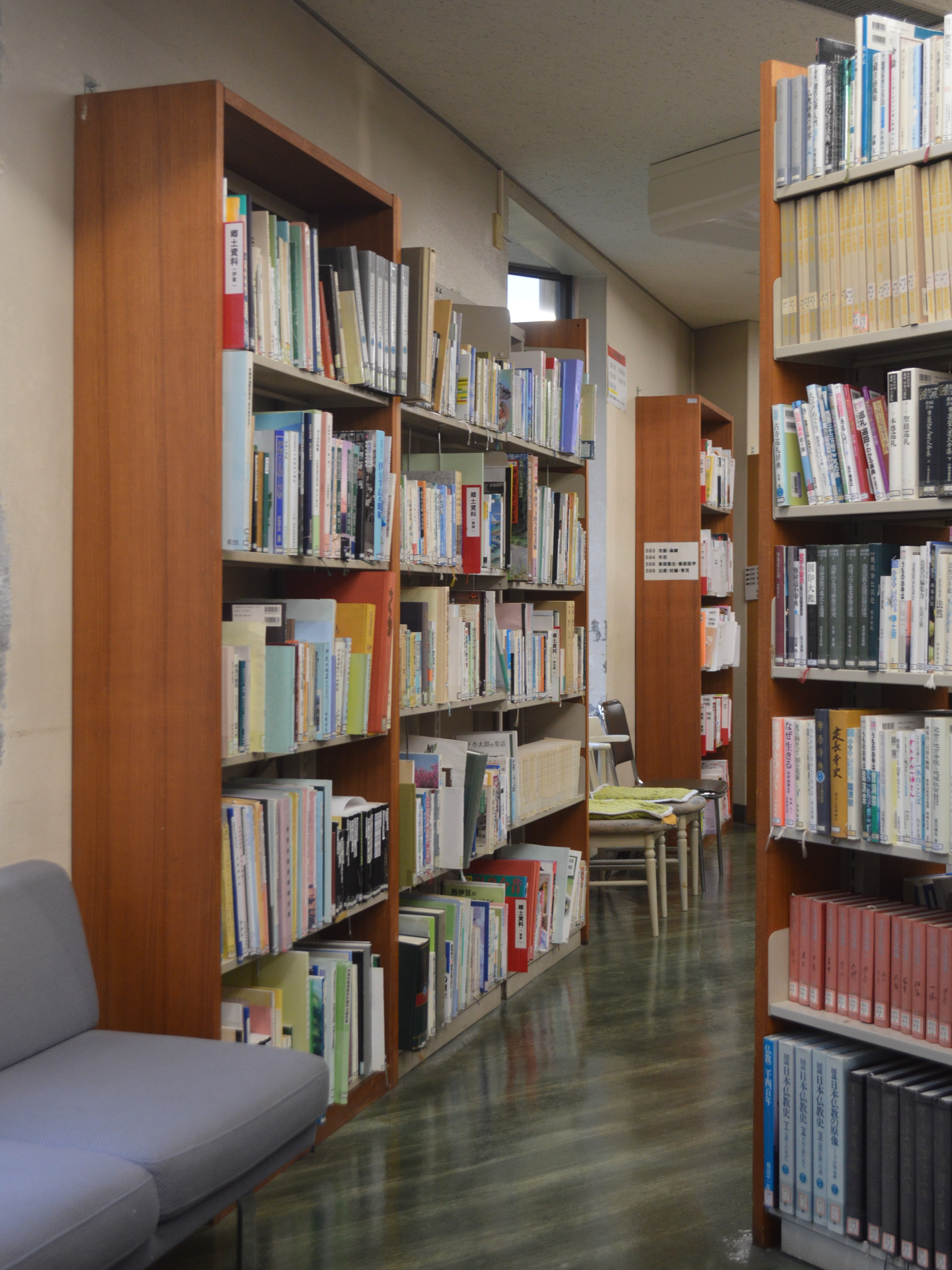
図書館の館内

1980年（昭和55年）に音無町に建設された生涯学習センター中央会館1・2階に本館を移転し、1983年（昭和58年）には移動図書館「ともだち号」による巡回貸出を開始した。
2024年（令和6年）3月末時点で、本館と児童図書館、移動図書館で蔵書・郷土資料・視聴覚資料などを含めて19万点余を所蔵する。重点的に収集している資料としては、伊東市出身の医学者である木下杢太郎に関する資料、温泉に関する資料がある。

#### 新図書館構想
本館は生涯学習センター中央会館との複合施設として建設されてから40年以上が経過。敷地や建物が狭く開架や学習スペース拡大が出来ないことや駐車場不足、バリアフリーへの対応などが困難として新図書館建設が検討され、小野達也市長時代の2021年（令和3年）3月には新図書館の基本構想が策定された。目標蔵書数は33万冊余、そのうち25パーセントを児童書とする計画となっている。
2025年（令和7年）5月25日に投開票された伊東市長選挙では、現職の小野が推進する総工費約42億円の新図書館の建設の是非が争点となった。建設反対派の田久保眞紀が当選すると、5月29日付で市長に就任した田久保は建設計画の中止を表明したが、田久保の学歴詐称疑惑が報じられたことなどもあって議論は進んでいない。

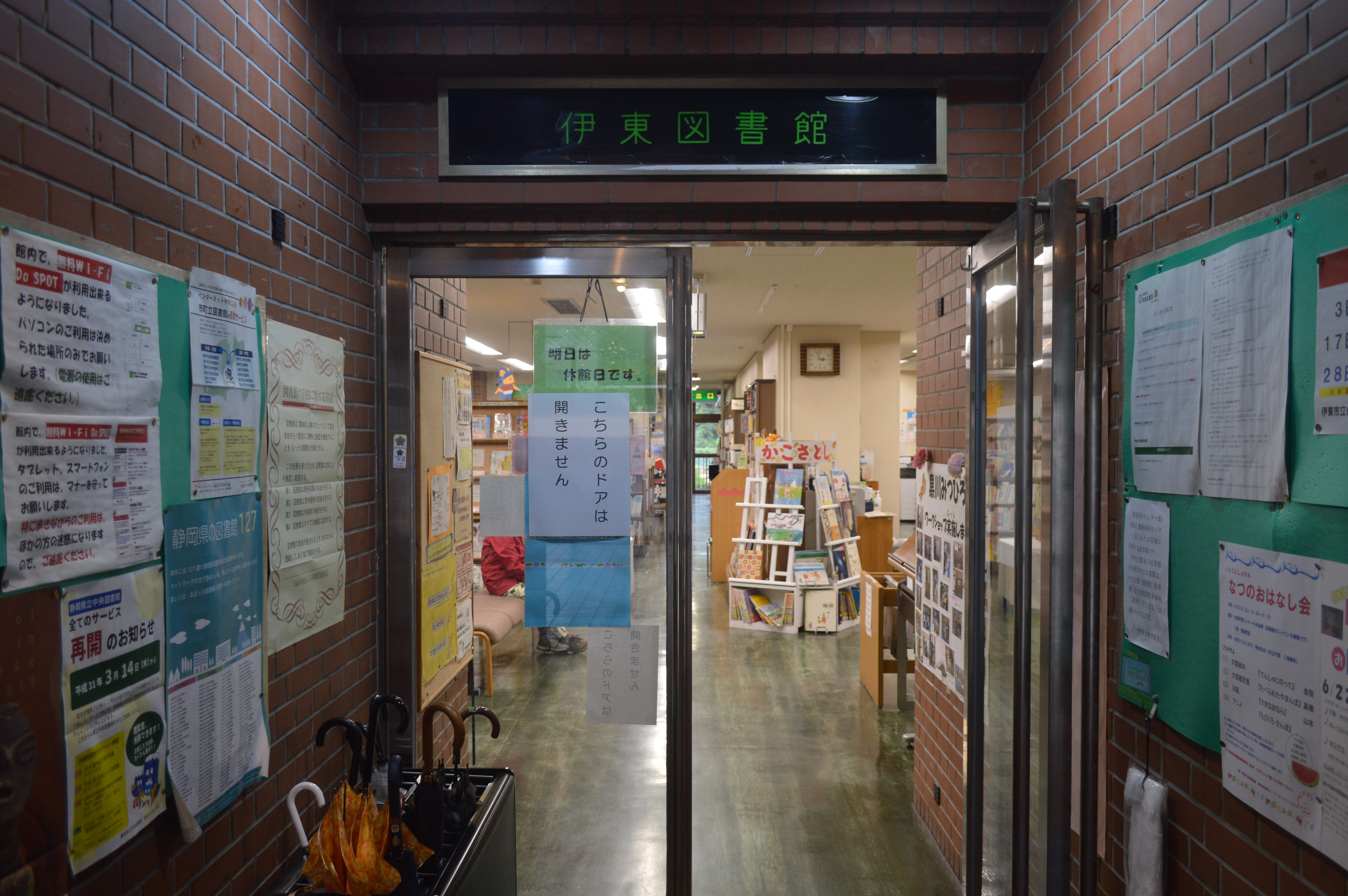
図書館の入口
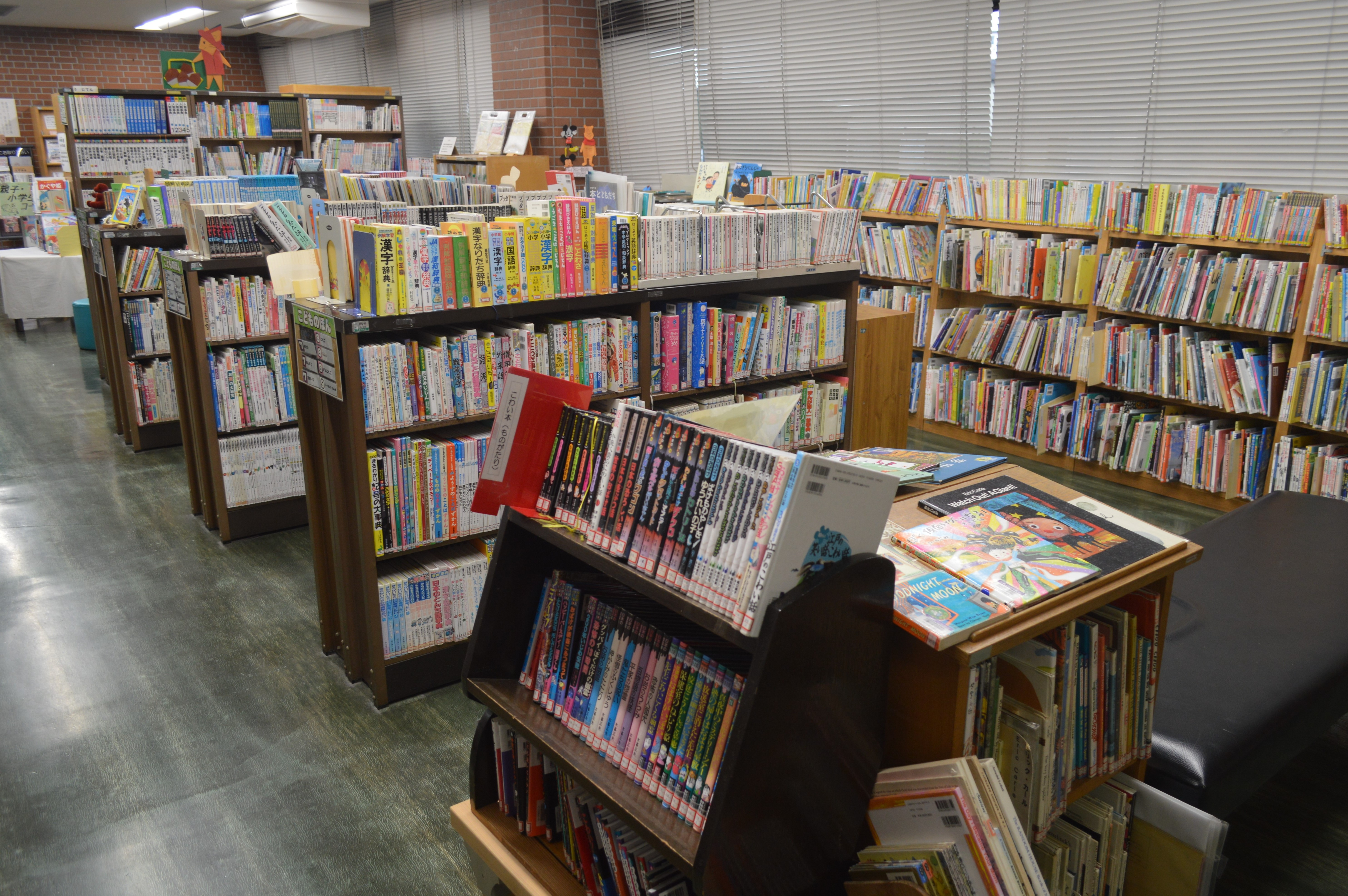
児童書
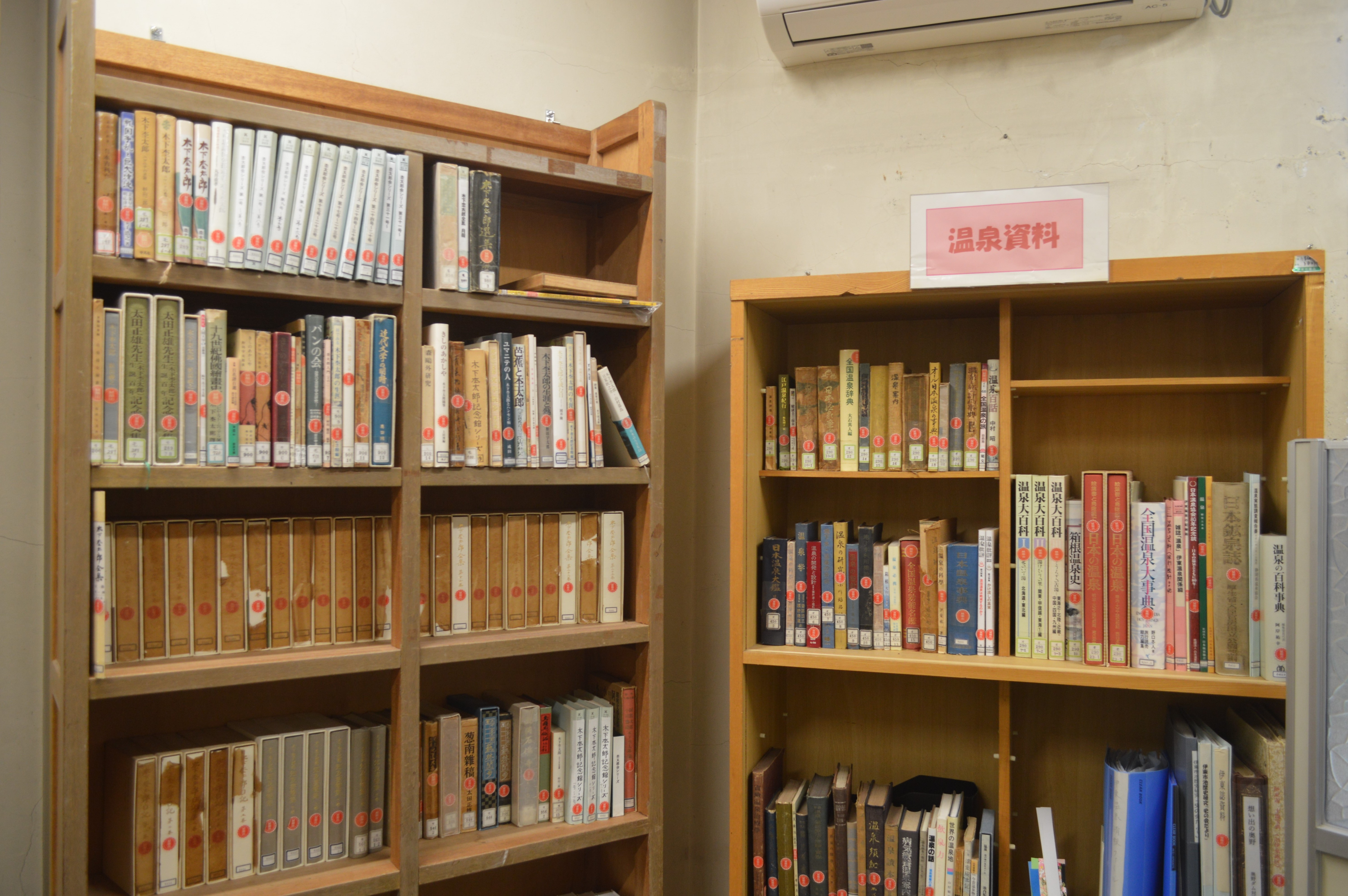
温泉資料